# Präzisionswerkzeugmechaniker
Der Präzisionswerkzeugmechaniker ist seit 1. August 2018 die neue Berufsbezeichnung des zuvor etablierten Berufsbildes des Schneidwerkzeugmechanikers. 

## Berufsbild und Geschichte
Der Präzisionswerkzeugmechaniker ist ein Ausbildungsberuf im Handwerk im Bereich Metalltechnik und entwickelte sich im Rahmen einer Berufs- und Ausbildungsreform im Handwerk Ende der 1980er Jahre aus dem Beruf des Messerschmieds.
Es gibt folgende zwei Berufsschwerpunkte:
- Zerspanwerkzeuge (Werkzeugschleiftechnik)
- Schneidwerkzeuge (Messerschmiedetechnik)

Im Schwerpunkt Zerspanwerkzeuge befasst sich der Präzisionswerkzeugmechaniker vor allem mit der Herstellung und dem Nachschärfen von Werkzeugschneiden, insbesondere von Bearbeitungswerkzeugen zur spanenden Fertigung auf Werkzeugmaschinen. Dieses sind unter anderem Bohrer, Sägen oder Fräser.
Im Schwerpunkt Schneidwerkzeuge werden Scheren, Messer und Schneidwerkzeuge aller Art gefertigt und inklusive der dazugehörenden Schneidemaschinen repariert und gewartet.
Die Ausbildungszeit im Präzisionswerkzeugmechanikerhandwerk beträgt dreieinhalb Jahre.
Das Präzisionswerkzeugmechanikerhandwerk ist zulassungsfrei und unterliegt nicht mehr dem Meisterzwang.
Die Berufsfachschule und Meisterschule ist die staatliche Jakob-Preh-Schule in Bad Neustadt an der Saale.